# Parque Arqueológico de Neápolis

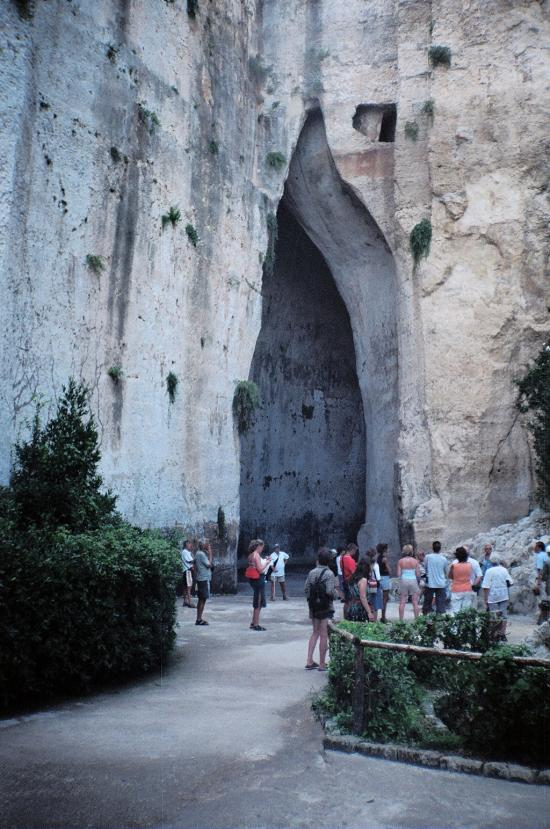
Oreja de Dionisio.

El Parque Arqueológico de Neápolis (en italiano: Parco archeologico della Neapolis) es un yacimiento arqueológico ubicado en Siracusa, Sicilia (Italia).

## Historia

### Neápolis
Neápolis fue uno de los cinco distritos de la antigua ciudad griega de Siracusa —conocida por ello como la «pentapolis»— junto con Ortigia, Acradina, Epípolas y Tiche. La colonia fue originalmente fundada en la isla de Ortigia, en el siglo VIII a. C., y posteriormente se expandió hacia el norte continental. El barrio de Neápolis (cuyo nombre significa, literalmente, «ciudad nueva» en griego) se desarrolló a partir del siglo III a. C. en una zona que anteriormente había sido ocupada por necrópolis y canteras. El tirano Hierón II hizo construir un complejo monumental —con un gran teatro como máximo exponente— para reafirmar su poder personal y el de Siracusa, tras la primera guerra púnica (264-241 a. C.).
En la actualidad el nombre de Neápolis se conserva como una de las circunscripciones (en italiano: circoscrizioni) de Siracusa, urbanizada a mediados del siglo XX en los que fueron terrenos del antiguo distrito.

### Parque Arqueológico
Las primeras excavaciones en el área de Neápolis fueron realizadas en 1840 por el duque de Serradifalco. Sus trabajos fueron continuados por los arqueólogos Paolo Orsi y Luigi Bernabò Brea. Este último, desde la Soprintendenza alle Antichità della Sicilia Orientale, fue quien desarrolló la creación del Parque Arqueológico entre 1952 y 1955, para salvaguardar los restos arqueológicos del crecimiento urbanístico de la moderna Siracusa en esos años.

## Principales monumentos

### San Nicolás de los Cordeleros y piscina romana
Junto a la entrada del Parque Arqueológico se encuentra la iglesia de San Nicolás de los Cordeleros (en italiano: San Nicolò ai Cordari), dedicada a Nicolás de Bari. Se trata de una sola nave rectangular con ábside semicircular, y portales y ventanas arqueadas. Fue construida en el período normando (siglo XI), tras la dominación árabe de Siracusa. Muestra de su importancia en esa época es la celebración, en 1093, del funeral de Jordán de Altavilla, conde de Siracusa e hijo de Roger I de Sicilia.
La iglesia perdió su uso religioso en la Edad Media. En 1577 se convirtió en sede gremial de los cordeleros (en italiano: cordari), quienes trabajaban en una cueva cercana, la Grotta dei Cordari. En 1955, con la creación del Parque Arqueológico, la antigua iglesia se adecuó como oficina de información para los visitantes del recinto.
El templo está construido sobre la llamada piscina romana, cuyos restos se conservan en el subsuelo. Se trata de una cisterna, con techo abovedado sustentado por 14 pilares, que habría servido como depósito de agua para las naumaquias celebradas en al anfiteatro romano de Neápolis. 

### Teatro griego
El teatro griego destaca por la cávea, una de las más grandes construidas por los antiguos griegos: tiene 67 filas, divididas en 9 secciones con 8 pasillos. El edificio fue modificado por los romanos.

### Anfiteatro romano
El anfiteatro romano data de época imperial. Está parcialmente excavado en la roca. En el centro del área hay un espacio rectangular que fue usado para la maquinaria escénica.

### Altar de Hierón
El altar de Siracusa fue construido por el tirano Hierón II entre 241 y 215 a. C. Se cree que estaba dedicado a Zeus Eleutherios. Con 198 metros de longitud y 22,8 metros de anchura, se considera el mayor altar conocido de la Antigüedad. Del monumento únicamente se conserva su gran estructura basamental; el resto fue desmontando en el siglo XVI y aprovechado como material de construcción de las fortificaciones españolas.

### Latomías
Las latomías son cuevas artificiales creadas por la explotación de las rocas calcáreas como canteras, que posteriormente fueron usadas como prisiones. Su fecha de excavación se ha situado alrededor del siglo V a. C. y se cree que estaría relacionada con la necesidad de piedra para la construcción del barrio de Neápolis.
El Parque Arqueológico de Neápolis alberga varias de estas antiguas canteras, siendo la mayor la Latomia del Paraíso. Situada en el sector occidental del recinto, en ella se encuentran cavidades notables como la «Grotta dei Cordari», la «Grotta del Salnitro» y la Oreja de Dionisio. Las otras latomías de Neápolis son la Latomia dell’Intagliatella y la de Santa Venera, donde destaca el enorme «Ficus delle Pagode», un ejemplar centenario de ficus macrophylla.

### Gruta del Ninfeo
La Gruta del Ninfeo (en italiano: Grotta del Ninfeo) es una cueva artificial situada en la parte superior de la colina Temenite, en una terraza rectangular que se extiende por encima del teatro griego y se abre en el centro de la pared rocosa. La cueva tiene un techo abovedado y en su interior hay una cuenca rectangular en la que se recoge el agua —procedente de los acueductos Galermi y Ninfeo— que cae en cascada desde una cavidad ubicada en el fondo de la pared rocosa. El término ninfeo recuerda que la fuente estaba dedicada al culto a las ninfas.
Se cree que el Ninfeo albergó un santuario de las musas —a modo de Museion— donde los actores se reunían antes de actuar en el teatro. Esta teoría se sustenta en el hallazgo de inscripciones honorarias y de tres estatuas de mármol femeninas, identificadas con musas, que se conservan en el Museo Arqueológico Regional Paolo Orsi. Junto a la pared de la entrada hay edículos votivos (naiskos) que se utilizaron para la práctica del culto de los héroes.

### Vía de los Sepulcros

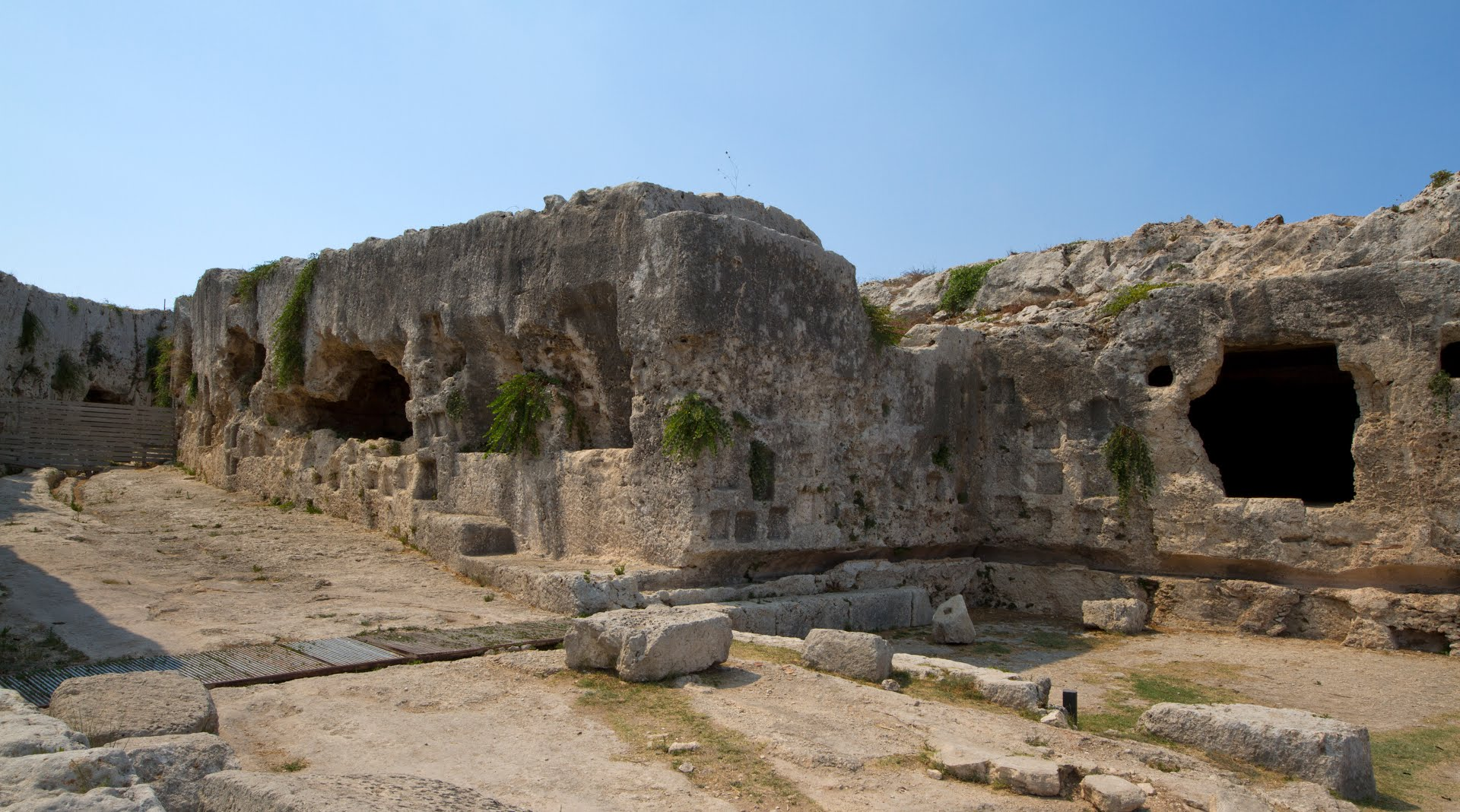
Vía de los Sepulcros.

Al oeste de la Gruta del Ninfeo arranca la vía de los Sepulcros (en italiano: via dei Sepolcri), un camino que discurre en trinchera entre  paredes rocosas donde se encuentran pequeños nichos utilizados para la colocación de placas votivas y una serie de hipogeos de la época bizantina. El camino, de 150 metros de longitud, conduce a la cima de la colina Temenite, donde se han encontrado varios restos arqueológicos, entre ellos los que se atribuyen al Santuario de Apolo Temenite.

### Necrópolis Groticelli y tumba de Arquímedes

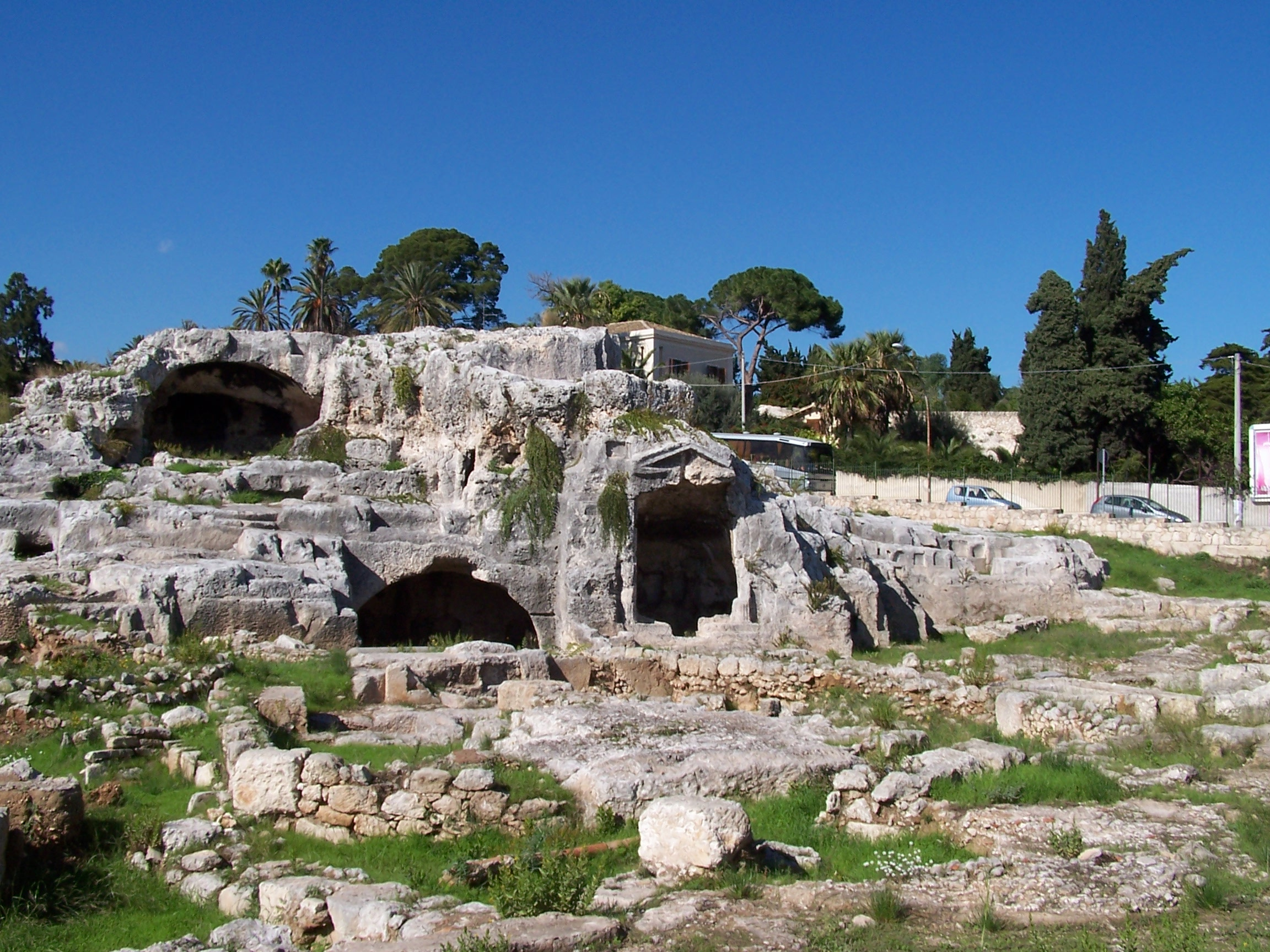
La presunta tumba de Arquímedes en la necrópolis Grotticelli.

Más allá de la latomía de Santa Venera, en el extremo nordeste del parque, se encuentra la necrópolis Grotticelli. Entre sepulcros griegos, romanos y bizantinos excavados en la roca destaca especialmente un columbario, decorado con columnas dóricas coronadas por un frontón con tímpano, esculpidos en la roca. Tradicionalmente este sepulcro ha sido identificado, erróneamente, como la tumba de Arquímedes, tratándose en realidad de una tumba romana.